# Ladislau Balanov
Ladislau Adrian Balanov (n. 18 septembrie 1967, București, România) este un fost jucător profesionist în echipa națională de polo pe apă a României și a Clubului Steaua București și antrenor secund al nationalei seniori, principal la loturi de juniori, al echipelor de polo din prima liga franceză Taverny, Sete și Enfants de Neptune Lille Metropole-France, arbitru în campionatele din Franța. 

## Biografie
Ladislau Balanov s-a născut în București la data de 18 septembrie 1967. A fost elev al prestigioaselor Licee "Ion Neculce" și "Emil Racovița" din București, precum și absolvent al învățământului superior, cu Diploma de Licență în Educație Fizică și Sport, obținută în anul 2007.
Cariera sportivă a început-o în anul 1983, de la vârsta de 16 ani. Între anii 1986 - 2008 a fost jucător profesionist de polo la Cluburile "Steaua", "Dinamo", "CSM Oradea", România, "Taverny, Franța. A participat la Campionatele Euroepene de Seniori începând din 1989, Bonn, continuând cu cel de la Atena din 1991, și celelalte. A participat și la Campionatele Mondiale și la Cupa Mondială.
A urmând cursurile școlii de antrenori de polo din București, România între anii 1988-1990. A trecut cu succes examenele de categorie: în 1990 a obținut categoria a IV-a, în anul 1999 a obținut categoria a III-a, în anul 2004 categoria a doua iar în 2008 categoria întâia, categorii acordate în urma unor examene severe la care s-au avut în vedere și rezultatele excepționale obținute de echipele antrenate de Balanov.
Cariera de antrenor și-a început-o în septembrie 2001 la echipă din Taverny, Franța. Din septembrie 2002 a antrenat timp de un an echipa Sète, Franța, după care în septembrie 2003 a devenit antrenorul echipei naționale de juniori a României până în august 2005. A revenit în Franța că antrenor al echipei de polo din Tourcoing, în perioada septembrie 2005 - iunie 2007.
Este rechemat în țară că antrenor al echipei naționale de juniori (septembrie 2007 - decembrie 2008), fiind promovat ca antrenor secund al echipei naționale de seniori în ianuarie 2009, calitate pe care a avut-o până în august 2011. Sub îndrumarea sa echipă națională de polo a României a participat și a obținut rezultate deosebite la competiții în campionatul național dar și în competițiile internaționale: Campionatul Mondial de la Shanghai, China din iulie 2011, Cupa Mondială de la Oradea, România, 2010, Campionatul Mondial de la Zagreb, Croația, din iulie 2010.
2011-2016 a fost antrenor al al echipei profesioniste de polo Enfants de Neptune Lille Metropole-France. Sub atentă și exigenta îndrumare a antrenorului Balanov echipa a ajuns în clasamentul elitelor acestui sport: în decembrie 2011 echipa Neptune Lille era deja pe primul loc în liga a doua a Campionatului Național de Polo din Franța. 
Din 2017 este arbitru în campionatele din Franța. 

## Recompense
"Maestru al Sportului" în 1990, titlu acordat de Ministerul Tineretului si Sportului.

## Presa
„La numai un an, spre marea satisfactie a suporterilor militari, echipa avea sa îsi instaleze din nou, dupa o lunga perioada, suprematia pe plan intern. Poloistii stelisti, printre care Ionut Angelescu, Ladislau Balanov, Bogdan Giambasu, Gelu Lisac sau Dinel Stemate, au cucerit de cinci ori consecutiv titlul de campioni nationali între 1990-1995". Pagina Oficiala de internet a Clubului Steaua, Bucuresti, Romania. ”— Clubul Steaua
„Juin 2009 avait marqué la dernière coulée… Celle d’une descente, d’élite en N1, pour l’ancêtre tourquennois. Quatre saisons plus tard, la fusion bel et bien entérinée, les Enfants de Neptune, version métropolitaine, font leurs débuts parmi ce qui se fait de mieux au niveau du « polo » français. ... On retrouvera donc d’authentiques armadas à Tourcoing-les-Bains, en attendant - qui sait ? - un jour, de les admirer dans le bassin olympique… Ladislau Balanov, lui, se moque de l’endroit, pourvu qu’il remplisse ses objectifs.”— NordEclair, 27 septembrie 2013
„Il avait quitté les Enfants de Neptune de Tourcoing en juin 2007, auréolé d'une accession parmi l'élite, après l'affront d'une descente en N1, lors de la saison 2005- 2006.”— Voix du Nord, 31 aout 2011